# Protectorul (Star Trek: Voyager)
„Protectorul” (titlu original „Caretaker”) este episodul pilot al serialului TV american SF Star Trek: Voyager. A avut premiera la 16 ianuarie 1995 pe canalul UPN, un post de televiziune creat de compania Paramount Pictures, în prima zi de la fondarea canalului. Episodul a avut o audiență de 21,3 milioane de telespectatori în 1995. A fost împărțit în 2 episoade.
În timpul unei misiuni spre Badlands, USS Voyager, împreună cu o navă Maquis, este blocată în Cuadrantul Delta, la o distanță de mai mult de 70.000 de ani-lumină de Pământ, de o forță incredibil de puternică, cunoscută sub numele de Îngrijitor.

## Prezentare
Nava USS Voyager pornește de pe stația spațială Deep Space Nine într-o misiune spre periculoasa regiune Badlands, pentru a găsi o navă dispărută, pilotată de un grup de rebeli Maquis, printre care locotenentul vulcanian Tuvok, ofițerul de securitate de pe Voyager, s-a infiltrat în secret. Nava este dintrodată învăluită de un puternic val de energie, care îi produce avarii, ucide mai mulți membri ai echipajului, și o aruncă de cealaltă parte a galaxiei, la mai mult de 70 000 de ani lumină depărtare de Pământ.
În cele din urmă, Voyager găsește nava Maquis, iar cele două echipaje cad cu greutate de acord că trebuie să-și unească forțele pentru a supraviețui lungii călătorii până acasă. Astfel, Chakotay, liderul grupului Maquis, este numit în postul de ofițer secund, B'Elanna Torres, pe jumătate umană și pe jumătate klingoniană, devine inginer șef, iar lui Tom Paris, pe care Janeway îl eliberase dintr-o închisoare a Federației pentru a o ajuta să găsească nava Maquis, îi este oferit postul de ofițer cârmaci. Deoarece întreg personalul medical al navei murise, Doctorul, o hologramă medicală de urgență proiectată doar pentru utilizare pe termen scurt, devine ofițerul medical principal al navei. Talaxianul Neelix și tânăra Ocampa Kes, indigeni cvadrantului Delta, sunt primiți la bordul navei ca bucătar șef/ofițer responsabil cu moralul și, respectiv, asistenta medicală a Doctorului.